# 業界トップニュース
『業界トップニュース』（ぎょうかいトップニュース）は、テレビ朝日で2012年4月8日（7日深夜）から9月30日（29日深夜）まで0:30 - 1:00（JST）に放送されたバラエティ番組である。

## 概要
「業界紙」と呼ばれる、その業界を専門に扱う新聞や雑誌に、知られざる驚きのニュースが日々、飛び交っており、知っていたら役に立つ業界の知られざる話題をお届けする。多くの場合業界紙の記者／編集者をゲストとして招いている。司会の新井が未熟であることに加え（後述）ゲストがテレビ出演に不慣れなケースも多く、深夜帯らしい「ゆるい」雰囲気で番組が進行されている。次第に、業界紙発行の有無に関係なく、様々な業界のマニアックなネタで遊ぶ内容にシフトしており、「どんどん『タモリ倶楽部』化してきている」と劇団ひとりから突っ込まれている。

## 出演者

### MC
- 劇団ひとり
- 土田晃之

### アシスタント
- 新井恵理那

主に司会進行を務めているが、進行手順を間違えるなどのトチリが多い。セリフを読むときも抑揚に欠けており、劇団ひとりや土田からは「棒読み」「大根」とのツッコミを受けている。

### ナレーション
- 服部伴蔵門

## ネット局と放送時間
| 放送地域   | 放送局                   | 系列           | 放送日時                    | 放送開始日    | 遅れ        |
| ---------- | ------------------------ | -------------- | --------------------------- | ------------- | ----------- |
| 関東広域圏 | テレビ朝日（EX）         | テレビ朝日系列 | 日曜0:30 - 1:00（土曜深夜） | 2012年4月8日  | 制作局      |
| 福島県     | 福島放送（KFB）          | テレビ朝日系列 | 木曜0:50 - 1:20（水曜深夜） | 2012年4月19日 | 11日遅れ    |
| 長崎県     | 長崎文化放送（NCC）      | テレビ朝日系列 | 日曜1:00 - 1:30（土曜深夜） | 2012年5月20日 | 42日遅れ    |
| 広島県     | 広島ホームテレビ（HOME） | テレビ朝日系列 | 水曜9:55 - 10:25            | 2012年6月27日 | 不明        |
| 石川県     | 北陸朝日放送（HAB）      | テレビ朝日系列 | 月曜1:40 - 2:10（日曜深夜） | 2012年7月9日  | 不明        |
| 福岡県     | 九州朝日放送（KBC）      | テレビ朝日系列 | 水曜1:50 - 2:20（火曜深夜） | 2012年8月1日  | 3ヶ月半遅れ |

スペシャル版は全国で放送される。

## スタッフ
- ナレーション：服部伴蔵門
- 構成：石原健次、大平尚志、長谷川大雲、藤本昌平
- ロケ技術：テーク・ワン
- 美術：井磧伸介
- 編成：二階堂義明、池田佐和子、森大貴
- ディレクター：持田順也、藤井裕久、嘉数真二郎
- AP：須貝マミ
- プロデューサー：小坂真由美、乾弘明
- ゼネラルプロデューサー・演出：保坂広司
- 制作著作：テレビ朝日